# Tiemorotoma Traoré
Tiemorotoma Traoré (em francês: Tiémorotoma; m. 1888) foi um nobre da dinastia Traoré ativo no Reino de Quenedugu no reinado do fama Tiebá (r. 1866–1893). Era filho de Daulá Traoré (r. 1845–1860). Foi morto durante o Cerco de Sicasso de 1888 conduzido por Samori Turé do Império de Uassulu quando disparou com alguns sofás contra as fileiras inimigas.